# Mario Gila
Mario Gila, né le 29 août 2000 à Barcelone en Espagne, est un footballeur espagnol qui évolue au poste de défenseur central à la Lazio Rome.

## Biographie

### En club
Né à Barcelone  en Espagne, Mario Gila est formé par le RCD Espanyol de Barcelone avant de poursuivre sa formation au Real Madrid, qu'il rejoint en 2018. Il signe alors un contrat le liant au club jusqu'en juin 2024. Il s'impose alors comme un des piliers de la Castilla sous les ordres de Raúl, officiant par ailleurs comme vice-capitaine, portant le brassard en cas d'absence de Antonio Blanco.
Carlo Ancelotti lui donne finalement sa chance en équipe première, le faisant entrer en jeu le 30 avril 2022, lors d'une rencontre de Liga contre le RCD Espanyol. Les Madrilènes s'imposent par quatre buts à zéro ce jour-là.
Le 12 juillet 2022, Mario Gila quitte le Real Madrid pour l'Italie, afin de s'engager en faveur de la Lazio Rome. 
Gila joue son premier match pour la Lazio le 31 août 2022 face à la Sampdoria de Gênes, en championnat. Il entre en jeu à la place d'Alessio Romagnoli et les deux équipes se neutralisent (1-1 score final).

### En sélection nationale
Mario Gila joue son premier match avec l'équipe d'Espagne espoirs le 22 septembre 2022, contre la Roumanie. Il entre en jeu à la place de Víctor Chust et son équipe s'impose par quatre buts à un ce jour-là.

## Palmarès

### En club
Real Madrid
- Championnat d'Espagne
  - Vainqueur : 2022.